# Alchemilla kiwuensis
Alchemilla kiwuensis är en rosväxtart som beskrevs av Adolf Engler. Alchemilla kiwuensis ingår i släktet daggkåpor, och familjen rosväxter.

## Underarter
Arten delas in i följande underarter:
- A. k. kandtiana
- A. k. rhodesica